# شلتنهام (دائرة انتخابية في المملكة المتحدة)
شلتنهام (بالإنجليزية: Cheltenham)‏ هي إحدى الدوائر الانتخابية في المملكة المتحدة الممثلة في مجلس العموم في برلمان المملكة المتحدة.